# NGC 1864
NGC 1864 is een open sterrenhoop in het sterrenbeeld Goudvis. Het hemelobject werd op 23 december 1834 ontdekt door de Britse astronoom John Herschel.

## Synoniemen
- ESO 56-SC79